# Niklaus Schilling
Pour les articles homonymes, voir Schilling.
Niklaus Schilling, né le 23 avril 1944 à Bâle et mort le 6 mai 2016, est un réalisateur, scénariste et directeur de la photographie suisse.

## Filmographie

### Comme réalisateur
- 1967 : Auftrag ohne Nummer
- 1972 : Nachtschatten
- 1977 : L'Expulsion du paradis (Die Vertreibung aus dem Paradies)
- 1978 : Rheingold
- 1979 : Der Willi-Busch-Report
- 1982 : Zeichen und Wunder
- 1982 : Der Westen leuchtet
- 1984 : Die Frau ohne Körper und der Projektionist
- 1985 : Dormire
- 1986 : Unter 4 Augen
- 1989 : Der Atem
- 1992 : Deutschfieber
- 1996 : Die blinde Kuh

### Comme scénariste
- 1967 : Auftrag ohne Nummer
- 1972 : Nachtschatten
- 1977 : L'Expulsion du paradis (Die Vertreibung aus dem Paradies)
- 1982 : Der Westen leuchtet
- 1985 : Dormire
- 1992 : Deutschfieber
- 1996 : Die blinde Kuh

### Comme directeur de la photographie
- 1967 : Die Kapitulation
- 1967 : Auftrag ohne Nummer
- 1967 : Sabine 18
- 1967 : Galaxis
- 1967 : 48 Stunden bis Acapulco
- 1968 : K.I.N.O.
- 1968 : Jane erschießt John, weil er sie mit Ann betrügt
- 1968 : Erotik auf der Schulbank
- 1968 : Zinnsoldat (Tinsoldier)
- 1968 : Le Fiancé, la Comédienne et le Maquereau (Der Bräutigam, die Komödiantin und der Zuhälter) de Jean-Marie Straub
- 1968 : Der Alte
- 1968 : Bengelchen liebt kreuz und quer
- 1969 : Just Happened
- 1969 : Detektive
- 1970 : Nicht fummeln, Liebling (de)
- 1982 : Zeichen und Wunder
- 1984 : Die Frau ohne Körper und der Projektionist
- 1985 : Dormire
- 1986 : Unter 4 Augen
- 1996 : Die blinde Kuh